# 背荫河站
背荫河站位于中华人民共和国黑龙江省哈尔滨市五常市背荫河镇，建于1934年，现隶属哈尔滨局集团，为四等站。拉滨铁路经过此站。

## 业务办理
客运办理旅客乘降业务。货运办理整车货物到发业务。